# جائزة المرأة العربية

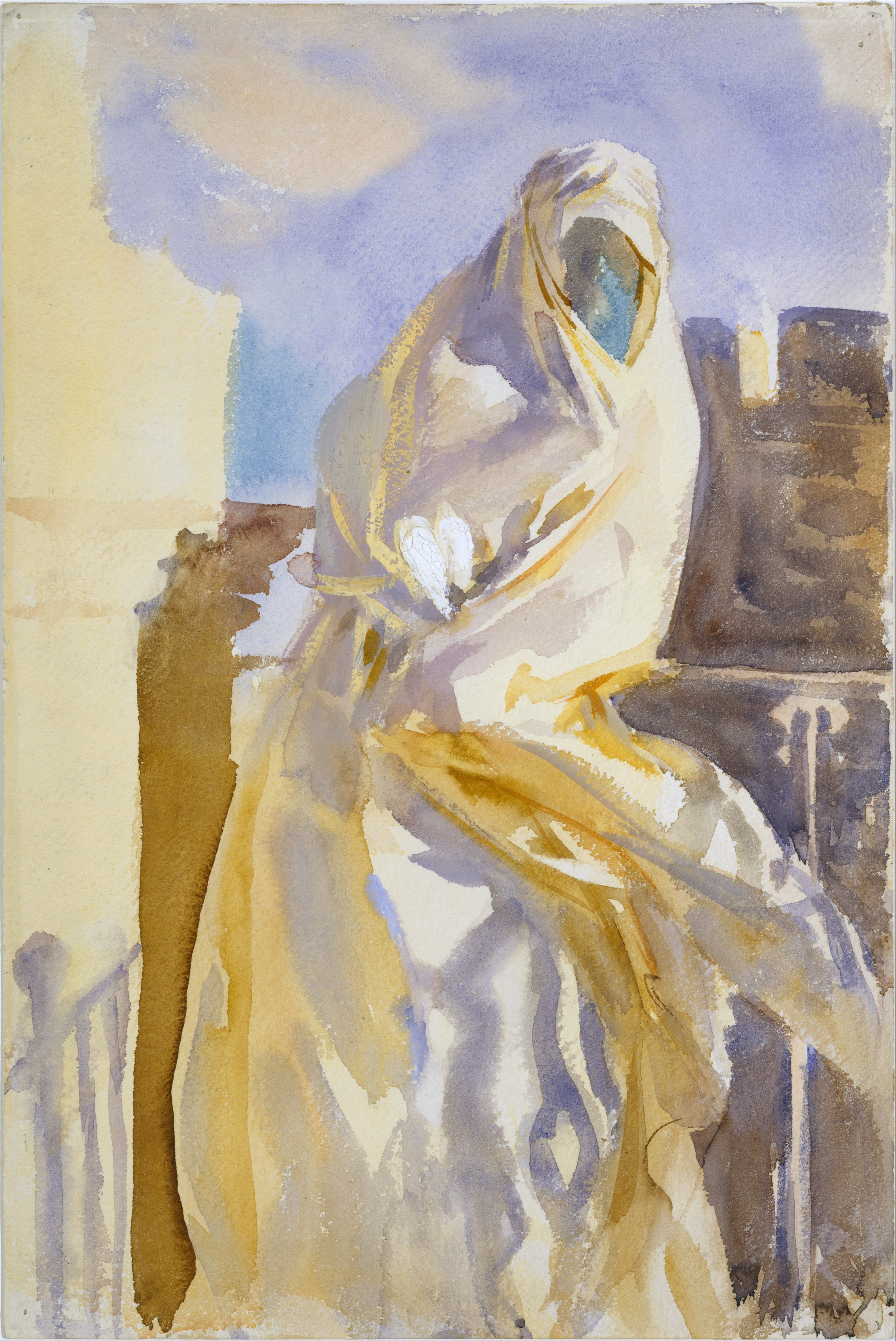

جائزة المرأة العربيّة هي جائزة سنويّة تمّ إنشاؤها في عام 2015 من قِبل منظمة لندن العربية، وذلكَ بدعم من عمدة لندن وعددٍ منَ المؤسسات الشريكة. تُمنح الجائزة بشكلٍ سنوي لعددٍ من النساء العربيات في فئات مُختلفة وذلك تكريمًا لهنّ على ما قُمن ويقمنَ به داخلَ مجتمعاتهنّ.
| السنة | الفئة                                          | الفائِزة                  | مجال العمل                                                                                                  | مرجع  |
| ----- | ---------------------------------------------- | ------------------------ | --- | ----- |
| 2018  | الريادة في مجال مكافحة مرض السرطان             | دينا مرعد                | حصلت على هذه الجائزة تكريمًا للجهود التي تبذلها في دعمِ المنظمات غير الربحيّة التي تعملُ غلى مكافحة مرض السرطان |       |
| 2018  | الريادة في مجال التجارة                        | خالدة بالقاضي            | حصلت على الجائزة لدورها الفعال في تشجيع النساء على دخول مجال التجارة والأعمال وتسيير الشركات                |       |
| 2018  | الريادة في المجال التلفزي                      | لجين عمران               | مقدمة برامج تلفزيونيّة                                                                                       |       |
| 2018  | أصغر ناشطة                                     | بانا العبد               | كُرمت بهذه الجائزة للجهود التي تقومُ بها للحث على إنهاء الحروب                                                | [ 5 ] |
| 2018  | الريادة في المجال الصحي                        | نعيمة حسن                | حصلت على الجائزة تقديرًا على ما تقومُ به في مجال الصحة                                                        |       |
| 2018  | الريادة على مستوى مواقع التواصل الاجتماعي      | شريفة اليحيى             | ناشطة ومدافعة عن حقوق الإنسان والنساء بشكلٍ خاص                                                              |       |
| 2018  | الريادة في المجال الرياضي                      | سارة عصام                | لاعبة كرة قدم                                                                                               |       |
| 2018  | الريادة على مستوى الإعلام                      | بارية المؤدن             | صحافيّة سياسية                                                                                               |       |
| 2018  | الريادة في المجال الأدبي                       | انتصار العقيل            | |       |
| 2018  | الريادة في مجال التمثيل                        | سعاد عبد الله            | ممثلة |       |
| 2017  | الريادة في دعمِ قضايا المجتمع                   | لمياء بنت ماجد آل سعود   | حصلت على الجائزة تكريمًا على ما قامت به لمكافحة الفقر وتمكين المرأة                                          |       |
| 2017  | الريادة في مجال دعمِ المنظمات                   | انتصار سالم العلي الصباح | |       |
| 2017  | الريادة في مجال التواصل                        | هانية مرسي فاضل          | أسّست مركزًا لمكافحة مرض السرطان                                                                              |       |
| 2017  | الريادة في المجال الموسيقي                     | نوال الكويتية            | مغنيّة |       |
| 2017  | الريادة في المجال الثقافي                      | مها الخليل شلبي          | |       |
| 2017  | الريادة في مجال الدعوة إلى دعم المرأة وتمكينها | ياسمين صبري              | ممثلة وناشطة حقوقيّة                                                                                         | [ 6 ] |
| 2017  | الريادة في مجال التنميّة الذاتية                | هالة كاظم                | |       |
| 2017  | الريادة في مجال التنميّة الذاتية                | هند بنت سلمان آل خليفة   | |       |
| 2017  | الريادة في المجال التعليمي                     | كرمة النابلسي            | كاتبة وأكاديميّة                                                                                             |       |
| 2017  | الريادة في المجال الإعلامي                     | راغدة درغام              | صحفيّة سياسية                                                                                                | [ 7 ] |
| 2017  | الريادة في شتى المجالات                        | هند العرياني             | ناشطة حقوقيّة وداعية لإنهاء الحروب.                                                                          |       |
| 2016  | الريادة في مجال التواصل                        | أميرة الطويل             | |       |
| 2016  | فئة خاصّة                                       | سعاد محمد الصباح         | |       |
| 2016  | الريادة في المجال التجاري                      | سلوى إدريسي أخنوش        | |       |
| 2016  | الريادة في المجال المجتمعي                     | سوسن الشاعر              | |       |
| 2016  | الريادة في المجال التعليمي (فئة الشابات)       | مزون المليحان            | |       |
| 2016  | الريادة في مجال القوانين الدوليّة               | تغريد حكمت               | |       |
| 2016  | الريادة في المجال العلمي                       | الدكتورة أسمهان          | |       |
| 2016  | الريادة في المجال الرياضي                      | حسيبة بولمرقة            | |       |
| 2016  | الريادة في مجال تقديم الأخبار                  | إيمان عياد               | صحفيّة ومُقدمة تلفزيونيّة                                                                                      |       |
| 2016  | فئة خاصّة                                       | أميرة بنكرة              | |       |
| 2016  | الريادة في المجال الفنّي                        | جنات الجميلي             | |       |
| 2015  | الريادة في المجال التعليمي والتربوي            | مي بنت محمد آل خليفة     | |       |
| 2015  | الريادة في المجال الموسيقي                     | ماجدة الرومي             | |       |
| 2015  | الريادة في مجال التواصل                        | أحلام مستغانمي           | كاتبة |       |
| 2015  | الريادة في مجال السينما                        | يسرا                     | |       |
| 2015  | الريادة في مجال الأعمال                        | عائشة حسين الفردان       | |       |
| 2015  | الريادة في مجال الخدمات المُجتمعيّة              | نوف بنت فيصل آل سعود     | |       |
| 2015  | الريادة في المجال العلمي                       | حصة سعد الصباح           | |       |
| 2015  | الريادة في المجال الرياضي                      | حبيبة الغريبي            | |       |
| 2015  | الريادة في المجال العلمي                       | مريم شديد                | |       |
| 2015  | الريادة في مجال التقديم التلفزي                | علا الفارس               | |       |